# Gl. Skejby Station
Gl. Skejby Station, med undertitlen Agro Food Park, er en letbanestation i Aarhus beliggende i forstaden Skejby. Stationen ligger ved Herredsvej, umiddelbart syd for krydset med Skejbybakkevej. Stationen består af to spor med hver sin sideliggende perron. Den ligger i den vestlige udkant af Skejby, lidt sydvest for den gamle bydel. Området syd for stationen er udlagt som byudviklingsområde.
Strækningen mellem Universitetshospitalet og Lisbjerg, hvor stationen ligger, var forventet åbnet i december 2017. På grund af manglende sikkerhedsgodkendelse blev åbningen imidlertid udskudt på ubestemt tid. I stedet åbnede strækningen for driften 25. august 2018, efter at de nødvendige godkendelser forelå.